# Revolverska stružnica
Revolverska stružnica je stružnica, ki se uporablja predvsem za obdelavo takšnih obdelovancev, pri katerih je potrebno delati z različnimi orodji (stružnimi noži, svedri, grezili, povrtali), pri čemer se morajo ta orodja zvrstiti v določenem zaporedju.
V splošnem si posamezna opravila slede približno takole: 
- vpenjanje obdelovanca > vklop določenega števila vrtljajev > primik prvega orodja > obdelava > odmik orodja > deblokiranje revolverske glave > zasuk glave ne naslednje orodje > fiksiranje glave > primik glave z orodjem > morebitni vklop drugega števila vrtljajev > obdelava … do zadnje operacije.

Glavna značilnost revolverskih stružnic je revolverska glava, ki je nekakšno vrtljivo skladišče, v katerem so shranjena orodja. 

Glede na izvedbo revolverske glave razlikujemo:
- stružnice z zvezdasto revolversko glavo
- stružnice z bobnasto revolversko glavo